# Свобода і Незалежність

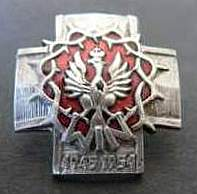
Хрест «Свободи і Незалежності»

Свобода і Незалежність (пол. Zrzeszenie Wolność i Niezawisłość), повна назва Рух Опору без Війни і Диверсій «Свобода і Незалежність» (пол. Ruch Oporu bez Wojny i Dywersji «Wolność i Niezawisłość») — польська цивільно-військова антикомуністична організація. Заснована 2 вересня 1945 року у Варшаві. Спершу організація ставила собі на меті не допустити приходу до влади комуністів після Другої світової війни. У 1946 керівництво ВІН організаційно було підпорядковано еміграційному уряду і Польським Силам Збройним у Великій Британії. Від початку й до кінця існування організації нею керували колишні офіцери Армії Крайової.

## Ідеологія
Прагнула до усунення з території Польщі військ Червоної армії та НКВД. У лавах організації була поширена думка (зрештою, як і в українському підпіллі) про невідворотність Третьої світової війни, що має дати шанс для зміни балансу сил — виходу з-під окупації СРСР.

## Відносини з українським підпіллям
ВІН провадила перемовини з УПА. Були досягнуті й певні результати: до весни 1947 року було оголошено перемир'я на певних територіях. Були навіть спроби проведення спільних акцій: напад на Грубешів 28 травня 1946 та ряд інших операцій.